# Phorinia aurifrons
Phorinia aurifrons là một loài ruồi trong họ Tachinidae.